# Ljubanj
Ljubanj je hrvatska rijeka u Vukovarsko-srijemskoj županiji, desna pritoka Spačve. Izvire 9 km jugoistočno od Otoka u blizini državne ceste D537. Rijeka ne protječe ni kroz jedno naselje. Duga je 14,1 km.